# Мальта на «Детском Евровидении — 2003»
Мальта дебютировала на «Детском Евровидении — 2003», проходившем в Копенгагене, Дания, 15 ноября 2003 года. На конкурсе страну представила Сара Харрисон с песней «Like a Star», выступившая пятнадцатой. Она заняла седьмое место, набрав 56 баллов.

## Национальный отбор
49 заявок было отправлено и 10 из них были выбраны для национального отбора, прошедшего 6 сентября 2003 года. Ведущей отбора была Аннализ Эллул. Победитель был определён голосованием жюри.
| Junior Song For Europe 2003 — 6 сентября 2003 | Junior Song For Europe 2003 — 6 сентября 2003 | Junior Song For Europe 2003 — 6 сентября 2003 | Junior Song For Europe 2003 — 6 сентября 2003 | Junior Song For Europe 2003 — 6 сентября 2003 |
| №                                             | Артист                                        | Песня                                         | Место                                         | Баллы                                         |
| --------------------------------------------- | --------------------------------------------- | --------------------------------------------- | --------------------------------------------- | --------------------------------------------- |
| 01                                            | Кристабель Борг                               | «Smile»                                       | 3                                             | 105                                           |
| 02                                            | Марилена Гаучи                                | «This is our Heaven»                          | 5                                             | 90                                            |
| 03                                            | Брук Борг и Брендан                           | «Like a Butterfly»                            | 4                                             | 102                                           |
| 04                                            | Декода Буттиджич                              | «Little Angel»                                | 8                                             | 37                                            |
| 05                                            | Кайли Колейро                                 | «Share the Joy»                               | 9                                             | 25                                            |
| 06                                            | Иления Каруана                                | «In Love unite»                               | 2                                             | 146                                           |
| 07                                            | Клинсманн Колейро                             | «Where There's a Will»                        | 6                                             | 74                                            |
| 08                                            | Кристин Барбара                               | «My Dear Imaginary Friend»                    | 7                                             | 49                                            |
| 09                                            | Сара Харрисон                                 | «Like a Star»                                 | 1                                             | 170                                           |
| 10                                            | Линн Эллул                                    | «Prayer for Peace»                            | 10                                            | 22                                            |

## На «Детском Евровидении»
Финал конкурса транслировал телеканал TVM. Сара Харрисон выступила под пятнадцатым номером перед Нидерландами и после Швеции, и заняла седьмое место, набрав 56 баллов.

## Голосование[7]
| Баллы     | Страна                    |
| --------- | ------------------------- |
| 12 баллов |                           |
| 10 баллов | Великобритания Дания      |
| 8 баллов  |                           |
| 7 баллов  | Испания                   |
| 6 баллов  |                           |
| 5 баллов  | Нидерланды                |
| 4 балла   | Белоруссия Польша Румыния |
| 3 балла   | Кипр Хорватия             |
| 2 балла   | Греция Швеция             |
| 1 балл    | Бельгия Латвия            |

| Баллы     | Страна             |
| --------- | ------------------ |
| 12 баллов | Великобритания     |
| 10 баллов | Испания            |
| 8 баллов  | Хорватия           |
| 7 баллов  | Дания              |
| 6 баллов  | Белоруссия         |
| 5 баллов  | Румыния            |
| 4 балла   | Бельгия            |
| 3 балла   | Латвия             |
| 2 балла   | Северная Македония |
| 1 балл    | Швеция             |